# Tostes
Ne doit pas être confondu avec Thoste.
Tostes est une ancienne commune française située dans le département de l'Eure, en région Normandie, devenue le 1er janvier 2017 une commune déléguée au sein de la commune nouvelle de Terres de Bord.
Les Tostais y habitent.

## Géographie

### Situation générale
La superficie de Tostes est de 1 228 hectares (12,28 km2) avec une altitude minimum de 79 mètres et un maximum de 137 mètres.
Tostes est située dans une partie défrichée, en plein milieu de la forêt de Bord-Louviers  formant une sorte de fer à cheval sur la route départementale reliant Pont-de-l'Arche au Neubourg. On trouve dans un Dictionnaire universel, imprimé en 1805 chez Baudouin à Paris, les indications topographiques suivantes : « village, arrondissement de Louviers, canton de Pont de l'Arche, près de la forêt de Pont de l'Arche, à 6k[m] de Louviers, 27 kil. d'Evreux, 6 k[m] de Pont de l'Arche. Pop[ulation] 207. Bur[eau] de poste de Pont de l'Arche ».

Une partie de la forêt de Bord-Louviers est placée sous le contrôle d'une maison forestière située à Tostes, et dont on fait déjà état dans un Dictionnaire géographique et administratif publié entre 1890 et 1905, dont voici un extrait à l'article Bord : 

« 1 018 hectares (cantons du Testelet, des Banques de Tostes, des Epinières-Est) sont aménagés en futaie feuillue à la révolution de 150 ans, divisée en 5 périodes de 30 ans. L'étendue moyenne des affectations est de 203 hectares. La possibilité est de 2 660 mètres-cubes pour les coupes de régénération à faire jusqu'en 1893 dans la 1re affectation. Des coupes d'amélioration à faire tous les 15 ans dans les 4 autres affectations portent sur 47 hectares (...). La forêt de Bord a 9 maisons forestières, savoir : celles du Rond-de-France, de la Vallée, de Tostes, des Brûlins, des Damps, de Léry, d'Incarville, du Rond-Royal et du Testelet. »

Comme l'indiquent régulièrement les publications de la Revue des eaux et des forêts, les environs forestiers de Tostes et de la Cramponnière ont fait l'objet de coupes d'éclaircies, de déblais de chablis, ainsi que d'ensemencements.

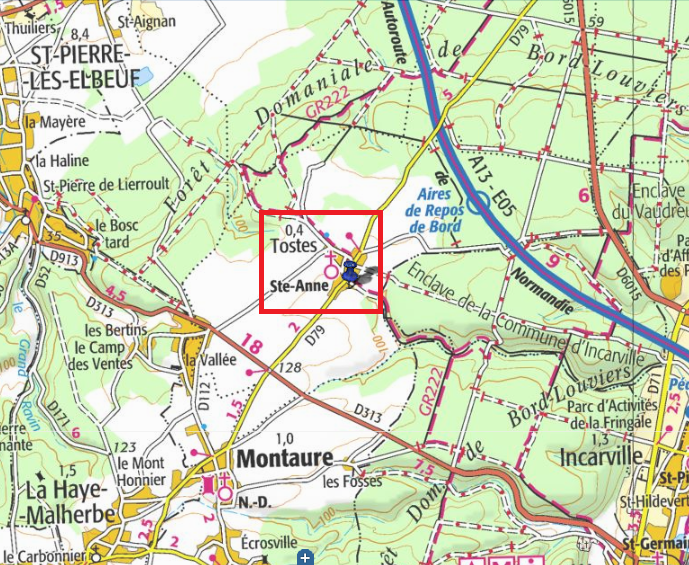
Tostes et forêt de Bord-Louviers, situation générale (carte IGN).

Il semble que la commune ait été, au tournant du XXe siècle, une halte sur la ligne de chemin de fer reliant Rouen à Orléans ; c'est en tout cas ce qu'on peut lire dans un Guide national et catholique du voyageur en France, publié à Paris en 1900-1901.

### GR 222
Tostes est traversée par le sentier de grande randonnée GR 222, reliant Pont-de-L'Arche à Verneuil-sur-Avre.

## Toponymie
Le nom de la localité est attesté sous les formes Tostes en 1174 (Charte de Henri II d'Angleterre), Sainte Anne de Totte (Masseville) ou Totte en 1722, Tôtes-la-Forêt en 1828 (Louis Du Bois).
Auguste Le Prévost suggère que le nom de Tostes procède du latin tostus (participe passé de torrēre, soit « brûler »), et pourrait désigner Tostes comme une terre de friches issue de brûlis ; ce que le village est en effet historiquement, et comme le montre la topographie du lieu, situé dans une avancée de terres arables gagnées sur la forêt domaniale de Bord-Louviers. Cette explication est reprise par Albert Dauzat, sans certitude cependant.
Les études toponymiques modernes attribuent à Tostes une tout autre origine,. Il s'agit d'une variante de l'appellatif toponymique -tot / Tot, fréquent dans la zone de diffusion de la toponymie scandinave. Il est en effet issu de l'ancien scandinave topt (devenu toft au Danemark, en Norvège et en Angleterre), signifiant « site d'une habitation, ferme ». Les toponymes scandinaves remontant à l'implantation durable des Hommes du nord au IXe siècle et Xe siècle, sont en effet fréquents dans cette partie du département. Déjà dans sa Philologie topographique de la Normandie, Édouard Le Héricher eut l'intuition de cette étymologie, on peut y lire cette annotation : « Tot, habitation en vieil allemand, est partout en suffixe précédé d'un nom d'homme, exemple : le Vretot (Auvretot), Gratot (Girardtot) ; quelquefois seul comme Le Tot, et au pluriel Totes-en-Caux, Totes-la-Forêt, Totes-le-Mesnil ; ou sous la forme Tuit [ou Thuit], spécialement dans l'Eure, Tuit-Anger [sic], Bliquetuit, Tuit-Hébert, Tuit-sur-Seine. Toutefois ce tuit ressemble beaucoup à l'islandais thwaite, que M. Worsaae explique par « pièce de terre isolée ». L'anglo-saxon stow, place ; peut-être au fond d'Etouvy, arrondissement de Vire, autrefois Estouvy. »
Cependant, les toponymistes plus modernes nuancent cette interprétation et contestent le fait que tot soit issu du vieux haut allemand, mais bien du scandinave, c'est la raison pour laquelle on ne le trouve qu'en Normandie, dans la zone de diffusion de la toponymie norroise. En outre, Tostes a pour homonymes Tôtes (Seine-Maritime) (Totes en 1030, Tostas au XIIe siècle) et Tôtes (Calvados) (Tostae en 1219). Autrement, ils considèrent que tuit a aussi une origine scandinave, mais différente : il remonte au vieux norrois þveit « essart, défrichement »,.
La forme Tostes correspond à une latinisation du nom scandinave pour des documents écrits rédigés en latin, c'est-à-dire à l'accusatif féminin pluriel Tostas, mais il faut sans doute y voir une forme plurielle issue du vieil anglais, c'est pourquoi Tostes a son correspondant exact dans Tofts (en) (Angleterre). Une influence similaire du vieil anglais explique Boos (Seine-Maritime, Bothas, Bodas, XIIe siècle), correspondant du nom de lieu anglais Booths, alors que sans cette influence l'ancien scandinave de l'est both est devenu -beuf (cf. Criquebeuf, Elbeuf), de même pour l'ancien norrois sletta « terrain plat, prairie », devenu Eslettes (Seine-Maritime) correspondant du toponyme anglais Sleights.
Tostes était d'ailleurs considéré par les moines de l'abbaye Notre-Dame de Bonport comme une grange ou un manoir (c'est-à-dire, en ancien français, un lieu d'habitation), trouve donc son rôle dans le paysage des bords de l'Eure et de la Seine jusque dans son nom même.
Le patron du village est Sainte Anne ; de façon surprenante, la paroisse est indiquée comme dépendante du chapitre de Chartres dans la charte de Henri II.

## Histoire
La commune nouvelle de -Terres de Bord- regroupe les deux communes Montaure et Tostes, qui deviennent des communes déléguées, le 1er janvier 2017. Son chef-lieu se situe à Montaure.
Malgré une démographie située constamment dans une fourchette basse, comprise aux alentours de deux cents habitants, Tostes semble avoir été, dès les temps les plus reculés de l'histoire humaine, un lieu de vie et de culture.

### Curiosités préhistoriques
Dans un Bulletin de la Société normande d'études préhistoriques datant de 1896, quant à l'inventaire des menhirs et dolmens de France, on trouve l'annotation suivante : « Dans son Histoire d'Elbeuf, Guilmeth a signalé entre Tostes et Montaure la présence d'un bloc de pierre qui porterait, dans le pays, le nom de Pierre Lée ou Pierre Levée. J'ai interrogé en vain les habitants, qui n'ont pu me renseigner sur cette pierre. Toutefois, j'ai appris que sur la limite de la forêt, entre Tostes et Saint-Pierre-lès-Elbeuf, au triage de la Cramponnière, se trouve un grès d'environ un mètre de hauteur, que l'on désigne sous le nom de : Pierre du Gain. » On a découvert apparemment, dans les environs de la commune, quelques vestiges mobiliers datant de la Préhistoire. Dans la revue citée ci-dessus, on trouve à l'article Tostes :« Le Musée d'Elbeuf possède plusieurs belles haches trouvées à la Vallée, près Tôtes [sic], au triage des Routis. En faisant exécuter leurs fouilles du fanum des Buis, près du hameau de la Vallée, MM. Quesné et de Vesly ont recueilli, dans les déblais, des haches polies dont une a le taillant émoussé et a servi de lissoir. Au triage des Treize-Livres, hache plate en silex rosé, trouvée en 1859 (Musée de Louviers). »

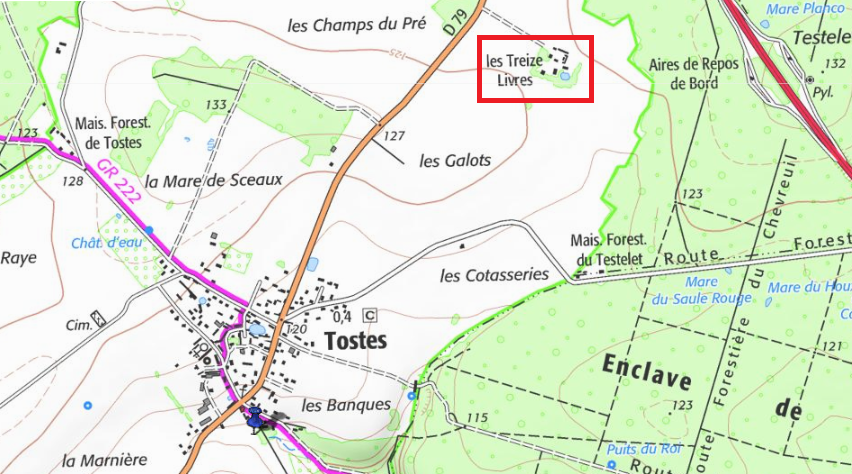
Triage des Treize-Livres, extrait de carte IGN.

Une autre note, dans les Bulletins de 1893 (article Tostes), était consacrée à une trouvaille similaire : « Dans les champs, à la surface, M. Noury a recueilli une large hache plate taillée à grands éclats des deux côtés ; cette pièce, un peu triangulaire et à patine ocreuse, mesure environ 0m15. On peut la voir au musée d'Elbeuf, ainsi que des lames moustériennes trouvées dans les mêmes conditions, au même endroit. »

### Vestiges gallo-romains
Il semble, d'après un numéro paru en 1895 de la Normandie littéraire, que les environs de la commune et le plateau sur lequel elle se trouve ait été un lieu où les Gallo-Romains se sont installés : « Il faut constater tout d'abord, d'après les fouilles faites par l'abbé Cochet et les explorations archéologiques menées avec méthode, depuis quatre années, dans les forêts de Bord et de Louviers, que le vaste plateau de Tostes, dont les pentes boisées se mirent dans la Seine ou descendent jusqu'aux rivières de l'Eure et de l'Iton, était couvert de constructions romaines. Les conquérants des Gaules avaient établi sur ce point d'importantes factoreries, et leurs villas, incendiées lors des invasions du Ve siècle, ont été restaurées et habitées par les Francs, contemporains du moine saint Lubin. »
En réalité, ces établissements sont le fait de populations autochtones romanisées, mais d'origine gauloise. D'ailleurs, l'archéologie moderne montre que les environs étaient couverts de fermes gauloises auquels ont souvent succédé des villae gallo-romaines fondées en partie sur le modèle romain.

### Tostes, dépendance de l'abbaye de Bonport
Dans une série de références collectées en 1861 sous le nom de Cartulaire de l'abbaye royale de Notre-Dame de Bon-Port, on trouve un extrait datant du 15 novembre 1456, intitulé Aveu et dénombrement des biens de l'abbaye de Bon-Port, présenté au roi par les religieux, stipulant que Tostes, qui n'est qu'à l'état de lieu-dit, fait partie de l'aire de mainmise de l'abbaye Notre-Dame de Bonport.
Le village n'est cependant constitué en paroisse que plus de deux siècles après cette mention dans le Cartulaire, en 1687. C'est ce qu'indique encore Auguste Le Prévost : « En 1687, les moines de Bonport exposèrent à l’évêque d’Evreux qu’ils possédaient mille acres de terre, tant de labour que de bois, situées dans la forêt du Pont-de-l’Arche, autrement dite la forêt de Bord ; qu’au milieu de ces terres s’élevaient cinq villages : Tostes, Blasquemesnil, la Corbillière, la Cramponnière et Treize-livres, et que ces cinq villages comprenaient environ trois cents habitants : que depuis 1680, l’abbaye de Bonport avait fait élever une chapelle à Tostes, et qu’il était urgent de transformer cette chapelle en paroisse. La paroisse ne fut érigée que le 14 janvier 1687 à la demande de Louis Colbert, abbé de Bonport [et frère de Jean-Baptiste Colbert], par décret de l’évêque d’Evreux. »

Cette dépendance à l'abbaye de Bonport, qui jouit de droits nombreux sur les forêts alentour, est confirmée quelques siècles plus tard dans une Ordonnance du Roi datée du 23 avril 1836, et faisant état d'un litige quant à une vente de terres forestières qui dut avoir lieu lors du partage des biens de l'Église durant la Révolution : 

« Vu les procès-verbaux du 18 avril 1791, contenant adjudication au sieur Pantin-Wilder de deux fermes situées commune de Tostes-Treige [sic] de la Cramponnière et dépendant de la ci-devant abbaye de Bonport, etc. »

Durant l'Ancien Régime par ailleurs, Tostes pourrait avoir été un lieu de haute justice et aurait possédé une potence, comme l'atteste un document tiré du Précis analytique des travaux de l'Académie des sciences, belles-lettres et arts de Rouen de 1890-91, et évoquant une querelle entre deux magistrats normands, d'Esneval et Saint-Victor : 

« Ne semblerait-il pas que M. d'Esneval est le seul seigneur haut justicier qui se plaise à faire planter des poteaux ? Mais nous pouvons citer des exemples. MM. les marquis de Mathan et de Bacqueville n'en ont-ils pas fait planter dans toutes leurs mouvances, aux environs de Tostes, M. le marquis de Conflans sur la grande route de Rouen à Paris, aux portes de la ville de Pont-de-l'Arche... »

Cette information, toutes proportions gardées, est à manier avec précautions : il n'est pas bien certain que le Tostes cité dans ce texte, daté de 1783, soit celui situé dans l'Eure ; cependant, on évoque Pont-de-l'Arche ; on évoque également Bacqueville, localité des parages de l'Andelle. Mais peut-être s'agit-il de Bacqueville-en-Caux, auquel cas on peut lire Tôtes. La question demeure à trancher.

## Politique et administration

### Mandats municipaux
| Période                                  | Période          | Identité                | Étiquette | Qualité                                                       |
| ---------------------------------------- | ---------------- | ----------------------- | --------- | ------------------------------------------------------------- |
| 1791                                     | 1793             | Louis Mouchard          |           |                                                               |
| 1793                                     | 1794             | Thomas Dugard           |           |                                                               |
| 1794                                     | 1802             | Prosper Gantier         |           |                                                               |
| 1803                                     | 1812             | Nicolas Le Bailly       |           |                                                               |
| 1813                                     | 1815             | François Crespin        |           |                                                               |
| 1816                                     | 1827             | François Pelgas         |           |                                                               |
| 1827                                     | 1832             | Charles Benoist         |           |                                                               |
| 1833                                     | 1849             | Charles Pesqueux        |           |                                                               |
| 1850                                     | 1856             | Amable Potel            |           |                                                               |
| 1857                                     | 1870             | Emmanuel Dedessuslamare |           |                                                               |
| 1871                                     | 1883             | Edmond Gantier          |           |                                                               |
| 1884                                     | 1885             | Clément Huet            |           |                                                               |
| 1885                                     | 1887             | Emile Martin            |           |                                                               |
| 1887                                     | 1909             | Clément Huet            |           |                                                               |
| 1910                                     | 1911             | Clotaire Rose           |           |                                                               |
| 1912                                     | 1919             | Pierre Martinais        |           |                                                               |
| 1920                                     | 1929             | Auguste Richard         |           |                                                               |
| 1930                                     | 1936             | Clotaire Rose           |           |                                                               |
| 1937                                     | 1965             | Marcel Gantier          |           |                                                               |
| 1966                                     | 1976             | Emile Richard           |           |                                                               |
| 1977                                     | 1998             | Hubert Drouet           |           |                                                               |
| 1999                                     | 2000             | François Autechaud      |           |                                                               |
| mars 2001                                | 31 décembre 2016 | Maryannick Deshayes     | EELV      | Secrétaire commerciale Conseillère départementale depuis 2015 |
| Les données manquantes sont à compléter. |                  |                         |           |                                                               |

## Démographie
L'évolution du nombre d'habitants est connue à travers les recensements de la population effectués dans la commune depuis 1793. À partir du 1er janvier 2009, les populations légales des communes sont publiées annuellement dans le cadre d'un recensement qui repose désormais sur une collecte d'information annuelle, concernant successivement tous les territoires communaux au cours d'une période de cinq ans. 
Pour les communes de moins de 10 000 habitants, une enquête de recensement portant sur toute la population est réalisée tous les cinq ans, les populations légales des années intermédiaires étant quant à elles estimées par interpolation ou extrapolation. Pour la commune, le premier recensement exhaustif entrant dans le cadre du nouveau dispositif a été réalisé en 2006,.
En 2014, la commune comptait 447 habitants, en évolution de +10,92 % par rapport à 2009 (Eure : +2,66 %, France hors Mayotte : +2,49 %).
| 1793 | 1800 | 1806 | 1821 | 1831 | 1836 | 1841 | 1846 | 1851 |
| ---- | ---- | ---- | ---- | ---- | ---- | ---- | ---- | ---- |
| 207  | 188  | 190  | 146  | 157  | 168  | 152  | 146  | 167  |

| 1856 | 1861 | 1866 | 1872 | 1876 | 1881 | 1886 | 1891 | 1896 |
| ---- | ---- | ---- | ---- | ---- | ---- | ---- | ---- | ---- |
| 200  | 123  | 207  | 225  | 227  | 246  | 237  | 232  | 188  |

| 1901 | 1906 | 1911 | 1921 | 1926 | 1931 | 1936 | 1946 | 1954 |
| ---- | ---- | ---- | ---- | ---- | ---- | ---- | ---- | ---- |
| 193  | 193  | 187  | 156  | 171  | 168  | 177  | 189  | 179  |

| 1962 | 1968 | 1975 | 1982 | 1990 | 1999 | 2006 | 2011 | 2014 |
| ---- | ---- | ---- | ---- | ---- | ---- | ---- | ---- | ---- |
| 197  | 216  | 233  | 270  | 315  | 346  | 360  | 444  | 447  |

## Lieux et monuments
- Église Sainte-Anne[28] : cette église contient deux retables classés objets monuments historiques[29] : un Jésus guérissant les malades (Base mémoire, AP58N00263) et une Résurrection de Lazare (Base mémoire, AP58N00262).
- Plusieurs corps de fermes dont des parties datent du Moyen Âge et de la Renaissance[30].
- Vestiges d'un moulin à vent[31]
- Vestiges gallo-romains dans la forêt[réf. nécessaire].
- Grenier à sel[réf. nécessaire] (où était entreposé l’impôt, la gabelle).
- Colombier[réf. nécessaire]

## Personnalités liées à la commune

### Personnalités réelles
- Un certain Joseph Lion, à Tostes (Eure), publie dans l'Almanach Normand-Percheron de 1908 un Essai sur les engrais potassiques en Normandie[32].

### Personnalités fictives
- Madame Bovary

On accrédite parfois l'idée que Tostes a servi de décor au roman de Gustave Flaubert, où il établit ses personnages dans un premier temps ; en réalité, c'est la commune de Tôtes (76890), en Seine-Inférieure, qui inspira le romancier. La confusion provient du fait qu'au XIXe siècle, on écrit indifféremment Tostes, Tôtes ou Totes pour les deux localités.